# 白樺平

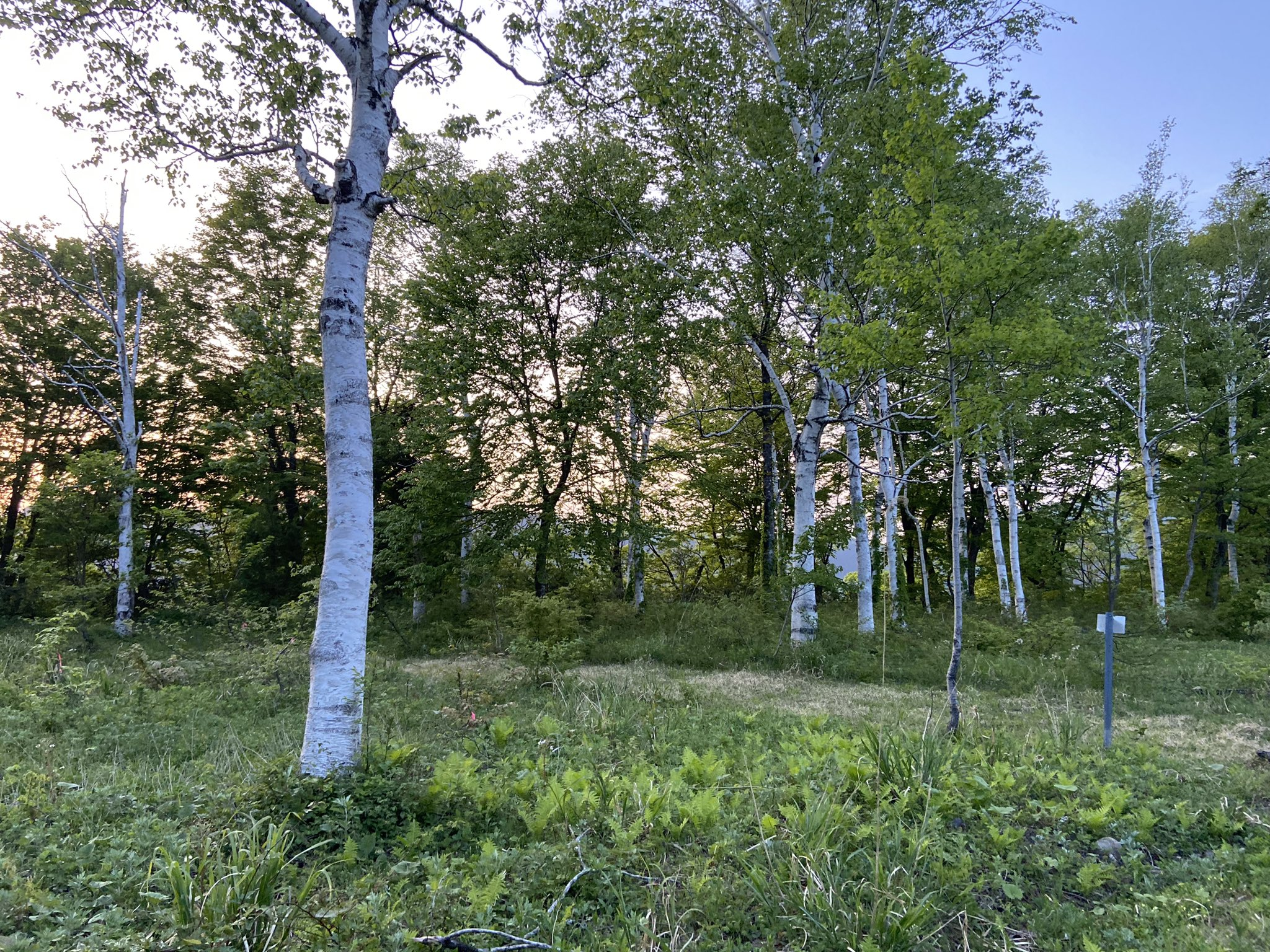
白樺平のシラカンバ群集

白樺平（しらかばだいら）とは富山県富山市にある標高600m程の高原。立山山麓スキー場近くにある。白樺平の南部には赤坂平がある。富山県では数少ないシラカンバ群生地として知られる。

## 特徴
白樺平は中部北陸自然歩道の「立山山麓あわすの平をゆくみち」の途中にあるの火山性の高原で、その名の通りシラカバが群生しており、夏には新緑、秋には紅葉と四季折々の表情が見られる。

## 地質
立山弥陀ヶ原や与四兵衛山と同様、約10万年前の第四紀火山岩類である第二期立山火山噴出物による溶岩台地であり、地質は安山岩によりなる。ただし、地質が類似してることから天狗平と同年代の5万年前の第三期火山噴出物という説もある。
石節平(石臼平)や不動平などの常願寺川の両岸には、白樺平と同年代の火砕流堆積物が点在している。

## 自然
植生はシラカバを中心とする陽樹が殆どである。
白樺平は昭和10年頃、開発のため伐採され、その後にシラカバが育つようになったとされる。
中部地方ではシラカバは標高800〜1200mの盆地に多く生育するが、白樺平の標高は500〜600mと低く、珍しい群落である。

## 観光
白樺平は周囲に立山山麓スキー場や有峰林道などの立山山麓の観光地が複数あり、それらの観光と共に観光地として売り出している。
山下には亀谷温泉国民宿舎「白樺ハイツ」がある。

## アクセス
富山地方鉄道立山線の有峰口駅から約5kmの位置にある。有峰林道亀谷ゲートの脇にある原亀林道を通ってアクセスできる。